# Station Le Perray
Station Le Perray is een spoorwegstation aan de spoorlijn Paris-Montparnasse - Brest. Het ligt in de Franse gemeente Le Perray-en-Yvelines in het departement Yvelines (Île-de-France).

## Geschiedenis
Het station werd op 12 juli 1849 geopend door de Compagnie des chemins de fer de l'Ouest bij de opening van de sectie Versailles-Chantiers - Chartres. Sinds zijn opening is het eigendom van de Société nationale des chemins de fer français (SNCF).

## Ligging
Het station ligt op kilometerpunt 41,846 van de spoorlijn Paris-Montparnasse - Brest.

## Diensten
Het station wordt aangedaan door treinen van Transilien lijn N tussen Paris-Montparnasse en Rambouillet

## Vorig en volgend station
| Richting    | Vorig station | Lijn    | Volgend station    | Richting           |
| ----------- | ------------- | ------- | ------------------ | ------------------ |
| Rambouillet | Rambouillet   | Trans N | Les Essarts-le-Roi | Paris-Montparnasse |